# Mhysa
«Mhysa» es el décimo y último episodio de la tercera temporada de la serie televisiva Game of Thrones. El capítulo estuvo dirigido por David Nutter, siendo emitido el 9 de junio de 2013 en la cadena HBO. El título proviene de la palabra «Mhysa», del ficticio Ghiscario de la obra, cuyo significado es «madre».
Los sucesos derivan de las consecuencias acaecidas en la «Boda roja»; el Trono de Hierro otorga a la Casa Frey el control de Aguasdulces y Roose Bolton es nombrado Guardián del Norte. En el Norte, Bran Stark continúa su viaje más allá del Muro, mientras Jon Nieve parte hacia el Castillo Negro para informar de la llegada de los salvajes, y el Maestre Aemon alerta de la llegada de los Caminantes Blancos; la Casa Greyjoy observa cómo pierden posesión de Invernalia y Theon Greyjoy permanece cautivo de Ramsay Nieve. Por su parte, Daenerys Targaryen consigue la rendición de Yunkai y la liberación de los esclavos.

## Argumento

### En las Tierras de los Ríos
El ejército de la Casa Stark es destruido a las afueras de Los Gemelos tras los sucesos de la Boda Roja. Como ofensa final hacia el Rey en el Norte, los Frey cosen el cuerpo de Robb Stark a la cabeza de su lobo huargo.
Lord Walder Frey (David Bradley) es proclamado Señor de Aguasdulces, mientras que Roose Bolton (Michael McElhatton) es el nuevo Guardián del Norte. Ambos reciben la noticia de que Brynden Tully (conocido como «El Pez Negro») ha escapado del castillo; Lord Frey no está preocupado, creyendo que mientras disponga del respaldo de los Lannister no tiene nada que temer. Por otra parte, Lord Bolton afirma que su hijo bastardo Ramsay se halla camino de Invernalia, dispuesto a arrebatar su control de la Casa Greyjoy.
Arya Stark (Maisie Williams) y Sandor Clegane (Rory McCann) continúan en su viaje con rumbo incierto. Se topan con un grupo de soldados de los Frey, con los que Arya inicia una trifulca que termina con los hombres de los Frey muertos.

### En Desembarco del Rey
Tyrion Lannister (Peter Dinklage) y Sansa Stark (Sophie Turner) establecen una relación amistosa, de dos personas marginadas y descastadas que irónicamente encuentran cobijo el uno en la otra.
En el Consejo Privado, el rey Joffrey Baratheon (Jack Gleeson) informa de las muertes de Robb Stark y de su madre Catelyn en la Boda Roja. Joffrey bromea con presentar las cabezas a Sansa, lo que causa el enojo de Tyrion. Eso causa una discusión entre Joffrey y Tyrion, en la cual interviene Lord Tywin (Charles Dance); Joffrey insulta entonces a Tywin, calificándolo de cobarde, a lo que Tywin ordena a Cersei (Lena Headey) y al Gran Maestre Pycelle (Julian Glover) que lo envíen a «dormir». Tywin y Tyrion quedan a solas, discutiendo sobre las consecuencias que acarreará la Boda Roja; Tyrion se muestra irónico sobre la forma en la que su padre guía los asuntos de la familia, a la vez que Tywin lo presiona para que deje embarazada a Sansa. Poco después, Tyrion se reencuentra con Sansa, la cual acaba de recibir la noticia de la muerte de su madre y su hermano.
Shae (Sibel Kekilli) y Varys (Conleth Hill) charlan sobre su origen extranjero, afirmando que por mucho que se esfuercen, saben que nunca serán aceptados por los demás. Varys le da una bolsa de diamantes, pidiéndole que se marche a Essos, ya que cree que su presencia es un peligro para Tyrion; Shae se niega, afirmando que si Tyrion quiere que se marche debe pedírselo él en persona.
Tyrion y Cersei toman vino a solas, hablando sobre sus expectativas matrimoniales. Cersei le recomienda a Tyrion que le haga un hijo a Sansa, ya que cree que eso será una forma de hacerla feliz. Tyrion se muestra irónico, preguntándole sobre cuánta felicidad le han aportado a Cersei sus hijos.
Jaime Lannister (Nikolaj Coster-Waldau) y Brienne de Tarth (Gwendoline Christie) llegan a Desembarco del Rey. Jaime se reencuentra finalmente con Cersei, pero el recibimiento no es exactamente el que él esperaba.

### En el Norte
Bran Stark (Isaac Hempstead-Wright) continúa en su viaje más allá del Muro acompañado de Jojen (Thomas Brodie-Sangster) y Meera Reed (Ellie Kendrick), Hodor (Kristian Nairn), y su huargo Verano. Mientras paran a descansar, se encuentran con Samwell Tarly (John Bradley-West) y Elí (Hannah Murray). Samwell identifica a Bran como el hermano de Jon Nieve, y éste les pide que los lleve más allá del Muro, pese a que Samwell insiste en llevarlos al Castillo Negro.
Jon Nieve (Kit Harington) se dirige al Castillo Negro para informar de la llegada de los salvajes, pero Ygritte (Rose Leslie) lo alcanza. Jon se sincera ante ella, afirmando que la ama pero que tiene un deber que cumplir. Ygritte le clava varias flechas, pero Jon consigue marcharse a caballo mientras Ygritte llora al observar cómo se aleja.

### En Fuerte Terror
Ramsay Nieve (Iwan Rheon) continúa martirizando a Theon Greyjoy (Alfie Allen), después de haberlo castrado. Theon le suplica que acabe con su vida, pero Ramsay rehúsa afirmando que Theon es un prisionero demasiado valioso. Ramsay decide entonces otorgarle un nuevo nombre a Theon: Hediondo, debido a su mal olor.

### En las Islas del Hierro
Balon Greyjoy (Patrick Malahide) recibe una carta de Ramsay con las nuevas de la captura de Theon Greyjoy y la caída de Invernalia. Ramsay les manda además un «regalo», el propio miembro de Theon. Ramsay amenaza con matar a todos los Hombres del Hierro que encuentre y con seguir torturando a Theon si no se retiran del Norte de inmediato. Balon, insensible ante lo sucedido, arroja la carta al fuego y se niega a retirarse del Norte, sin preocuparse lo más mínimo del futuro de su hijo. Su hija Yara (Gemma Whelan) no piensa dejar abandonado a su hermano pequeño y reúne hombres para asaltar Fuerte Terror y rescatar a Theon.

### En Rocadragón
Davos Seaworth (Liam Cunningham) visita a Gendry (Joe Dempsie) en las mazmorras de Rocadragón. 
Davos se halla en sus clases de lectura con la princesa Shireen Baratheon (Kerry Ingram) para que lo ayude a leer la carta recién enviada de la Guardia de la Noche. Al oír las noticias llegadas desde el Muro, Davos acude junto a Stannis Baratheon (Stephen Dillane) y Melisandre (Carice van Houten). Stannis le informa de la muerte de Robb Stark, que él atribuye al ritual de sangre efectuado por Melisandre. Ésta planea ahora sacrificar al propio Gendry, pero su plan se ve frustrado cuando Davos libera a Gendry en mitad de la noche.
Al enterarse de que Davos ha liberado al joven, Stannis decide condenar a muerte a su Mano del Rey. En el momento en que se lo llevan, Davos le muestra la carta enviada por el maestre Aemon solicitando refuerzos para combatir contra los salvajes. Por una vez, Stannis y Melisandre concuerdan en algo: acudir al Muro. Stannis decide entonces que llevará sus fuerzas al Norte.

### En el Muro
Samwell y Elí se reúnen con el maestre Aemon (Peter Vaughan). El maestre acepta que Elí y su bebé se queden en el Muro mientras le pide a Samwell que redacte una serie de cartas.
Jon llega al Castillo Negro, exhausto y muy malherido.

### En Essos
Daenerys Targaryen (Emilia Clarke) asiste a la liberación de los esclavos de Yunkai. Daenerys les habla a ellos directamente, afirmando que no puede concederles la libertad, sino que deben ganársela ellos mismos. Los esclavos comienzan a aclamarla con el nombre de «Mhysa» («madre» en el idioma Ghiscario). Daenerys se mezcla con ellos, los cuales la alzan al cielo mientras sus dragones vuelan sobre sus cabezas.

## Producción
El capítulo fue escrito por los productores David Benioff y D. B. Weiss basándose en el libro Tormenta de espadas de George R.R. Martin. Los capítulos adaptados desde el libro a la serie fueron los 43, 49, 53, 54, 55, 57, 63 y 64.

## Recepción

### Audiencia
En Estados Unidos, el episodio «Mhysa» obtuvo 5,4 millones de espectadores, superando a series como True blood y quedando segunda después de Los Soprano. Luego de su segunda emisión durante la misma noche, la audiencia aumentó a los 6,3 millones de espectadores.

### Crítica
"Mhysa" recibió algunas críticas positivas, abordando el cierre anti-climático de la temporada y por crear nuevas historias para la siguiente.  Rotten Tomatoes encuestó a 20 críticos recibiendo unanimidad de respuestas positivas, con un promedio de 8,5/10, agregando que "Mhysa resume varias historias de la temporada 3, mientras que sutilmente nos prepara a la que vendrá". Matt Fowler de IGN escribió que el final tenía "muy bien preparado un montón de cosas para la Temporada 4, pero al final le faltó algo de poder y majestuosidad. Incluso en la última escena con Dany, que tuvo un mejor final en And Now His Watch is Ended cuando sus dragones incendiaron Astapor y ella se fue con todo el ejército". También elogió la escena en la que Arya asesina a un soldado Frey. 
Escribiendo para Today, Drusilla Moorhouse comentó que "después de la impactante masacre de la semana pasada, la mayoría de los fanáticos estaban preparados para más muertes trágicas en el final de temporada. En cambio, se encontraron con reuniones conmovedoras y salvadas sorprendentes, preparando todo para una cuarta temporada explosiva".
En su revisión para Zap2it, Terry Schwartz escribió que "nada puede eliminar las muertes de Robb y Catelyn Stark, pero fuerzas más grandes están tomando forma para impulsar la serie en la cuarta temporada. Daenerys Targaryen es más poderosa que nunca, Jon Snow regresa al muro mientras Bran se dirige al norte y los Greyjoy están listos para salvar a Theon de su captor. Luego está el hecho de que Stannis Baratheon decide navegar al Muro para ayudar a la Guardia Nocturna en su lucha contra Caminantes Blancos, que parece que pasará a ser el mayor conflicto global en 'Game of Thrones'".
Al escribir para The AV Club, Davis Sims calificó Mhysa con un "A-" mientras que Todd VanDerWerff le dio un "B+". Sims, escribiendo para la gente que no leyó las novelas, describió al episodio diciendo "sin mucho movimiento serio de tramas o giros importantes, pueden hacer que sus fans aprieten sus dientes durante nueve meses hasta la próxima temporada".
La escena final del episodio, en la que Daenerys "la figura salvadora más rubia posible", aparece con "gente morena no caracterizada" como "su mesías y alabándola por salvarlos de la esclavitud", fue criticado por al menos cuatro críticos por tener matices colonialistas e incluso racistas.